# Angustia

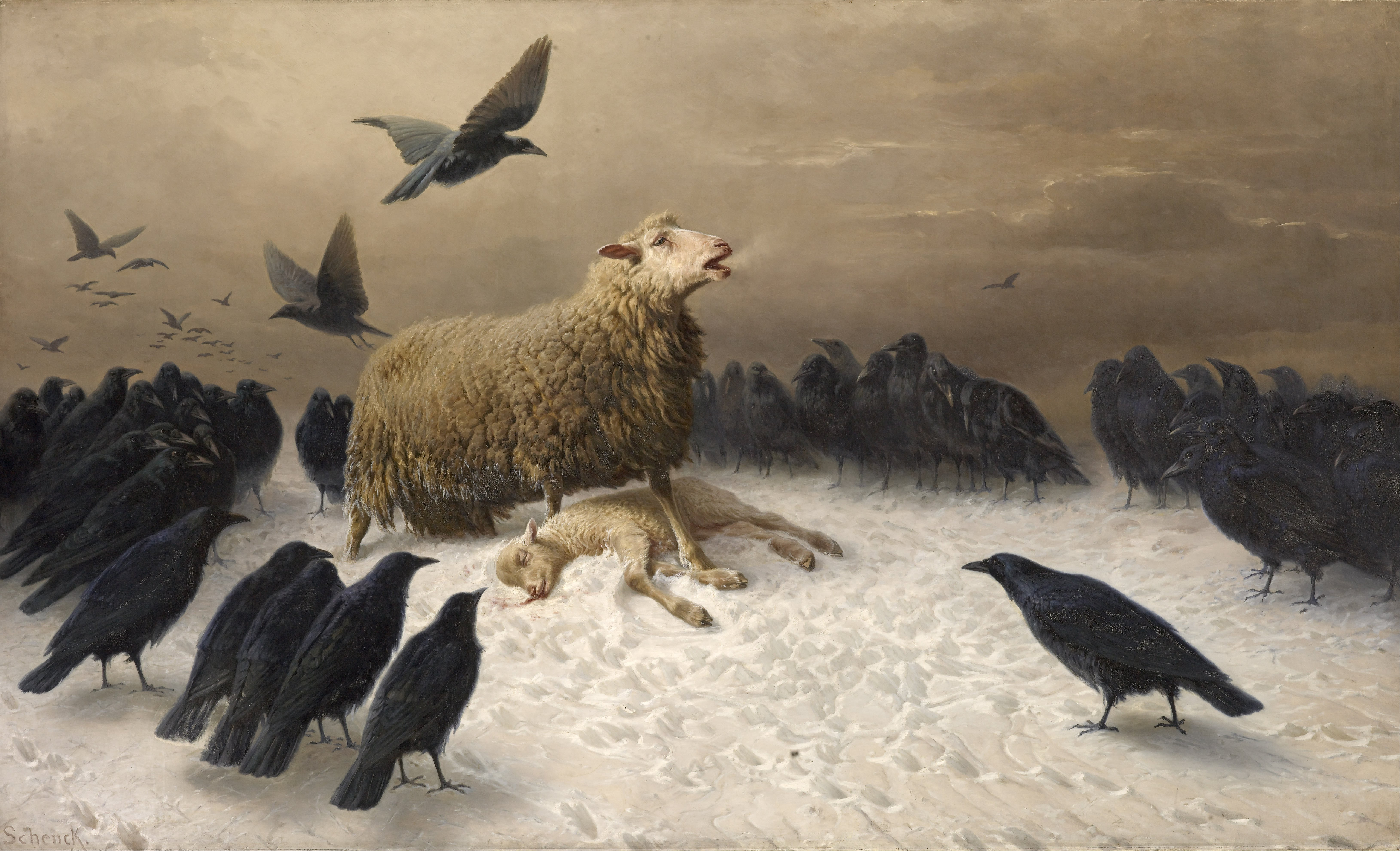
Angustia, óleo sobre lienzo de August Friedrich Schenck (1878, National Gallery of Victoria)

La angustia (etimología: del indoeuropeo anghu-, moderación, relacionado con la palabra alemana Angst) es un estado afectivo que se caracteriza por aparecer como reacción ante un peligro desconocido o impresión. Suele estar acompañado por intenso malestar psicológico y por pequeñas alteraciones en el organismo, tales como elevación del ritmo cardíaco, temblores, sudoración excesiva, sensación de opresión en el pecho o de falta de aire (de hecho, “angustia” se refiere a “angostamiento”). En el sentido y uso vulgares, se lo hace equivalente a ansiedad extrema o miedo.
Sin embargo, por ser un estado afectivo de índole tan particular, ha sido tema de estudio de una disciplina científica: la psicología, y especialmente del psicoanálisis, que ha realizado los principales aportes para su conocimiento y lo ha erigido como uno de sus conceptos fundamentales. Como todos los conceptos freudianos, el de la angustia fue construido por un Sigmund Freud poco a poco, articulándose a la vez con los demás que integraban la teoría psicoanalítica en pleno desarrollo, y creciendo a la luz de los nuevos descubrimientos que el maestro vienés realizaba en su práctica clínica.

## Primeros desarrollos freudianos

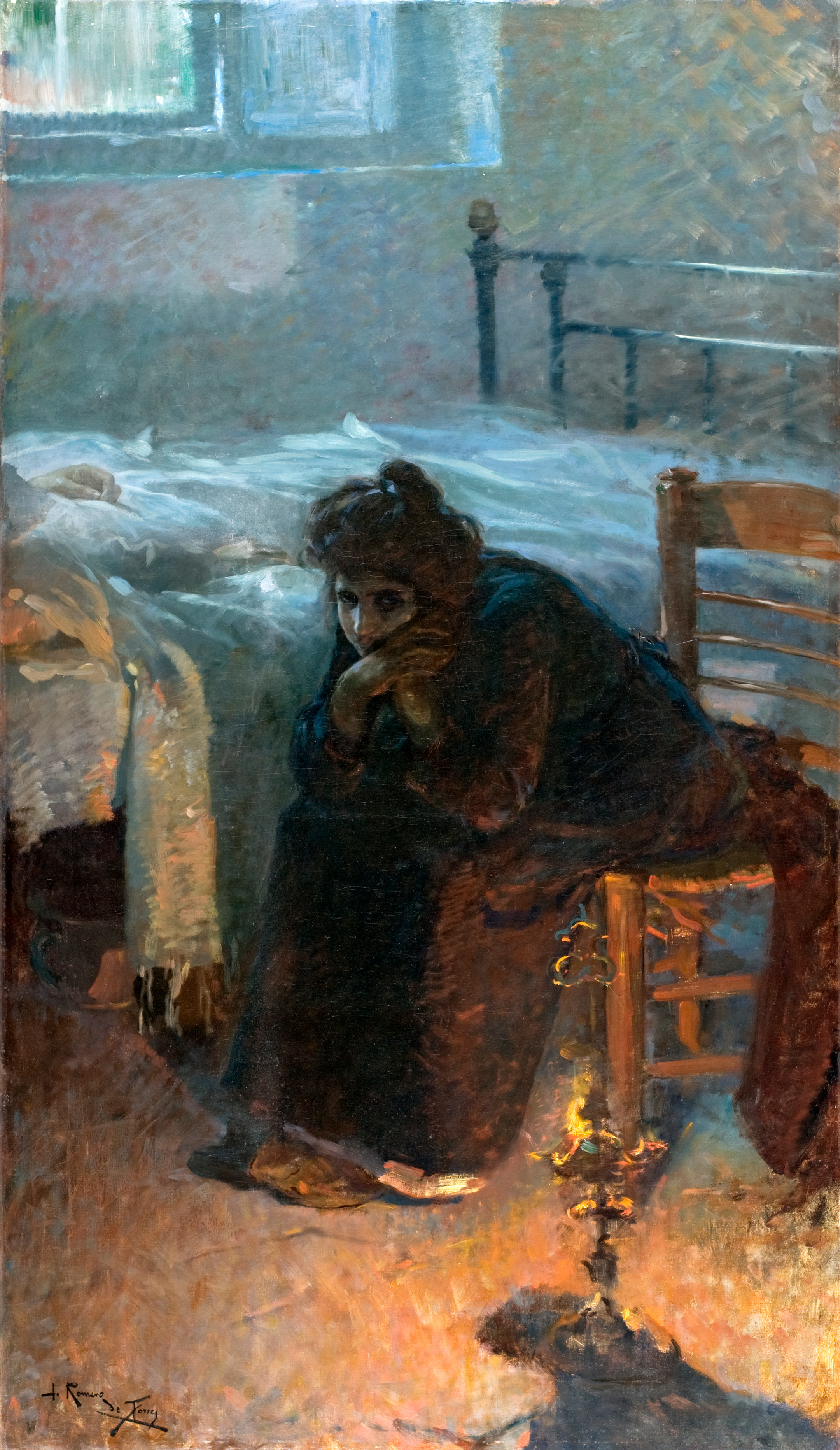
"Horas de angustia" (Julio Romero de Torres, 1904).

En sus primeros desarrollos sobre la angustia, Freud comienza señalando la particularidad de este estado afectivo penoso, que es el afecto penoso por excelencia, diferente de todos los otros. Lo que lo hace tan particular y digno de investigación dirá Freud es, en parte, que aparece refiriéndose a algo indeterminado, es decir, sin objeto. Dice además, en la Conferencia 25 de las Conferencias de introducción al psicoanálisis, que en realidad no necesita presentarla al lector, pues es seguro que alguna vez la ha sentido, dada su universalidad. En este mismo texto de 1916 (17) señala la necesidad de una explicación del tema diferente de la medicina académica de la época que pretendía reconducir todo a cuestiones orgánicas, lo cual le restaba importancia a este concepto pues, en palabras de Freud: 

(...)el problema de la angustia es un punto nodal en el que confluyen las cuestiones más importantes y diversas; se trata, en verdad, de un enigma cuya solución arrojaría mucha luz sobre el conjunto de nuestra vida anímica. (Sigmund Freud: Conferencias de introducción al Psicoanálisis, Conferencia 25)

### Angustia realista y angustia neurótica
En esta primera versión de la teoría de la angustia (luego de las elucidaciones alcanzadas más adelante con respecto al Yo, el Ello y el Superyó Freud hará un giro fundamental), parte de la diferencia entre “angustia realista” y “angustia neurótica”. La angustia realista es aquella que, como un apronte angustiado, alerta y prepara para la huida ante un peligro exterior; es un estado de atención sensorial incrementada y tensión motriz. Puede haber dos desenlaces para ella: o bien genera una reacción adecuada al fin y se limita a una señal que ayuda a ponerse a salvo del peligro, o genera por el desarrollo total de la angustia una reacción inadecuada que termina en paralizar al individuo. Es importante diferenciar la angustia del miedo y del terror. El miedo a diferencia de la angustia se refiere claramente a un objeto, y el terror es el sentimiento que aparece, justamente, cuando no hubo apronte angustiado y el peligro sobresalta.
Sin embargo lo que verdaderamente le interesa a Freud es lo que llama angustia neurótica. En relación con ciertos cuadros clínicos encuentra tres constelaciones posibles: una “angustia expectante” o libremente flotante que está a la espera de unirse de forma pasajera a cualquier objeto posible; una angustia que se ha relacionado con un peligro externo que a cualquier observador le parece desmedida; y aquella angustia que se da en forma de ataques o de permanencia prolongada pero sin que nunca se le descubra fundamento exterior. En todos estos casos la pregunta es ¿A qué se le tiene “miedo” en la angustia neurótica?. En sus primeros desarrollos Freud concluye, obteniendo esta idea del estudio de las neurosis actuales y de la excitación sexual inhibida (y otras neurosis como la histeria), que la angustia es una transmudación de la libido no aplicada: es decir, que ha obrado la represión sobre una moción de deseo inconsciente, y que el monto de energía psíquica o libido ligado a esa representación reprimida, que necesariamente debe ser descargado, pasa a la conciencia como angustia. Es que la aplicación de esa libido, si bien a priori sería placentera, no acuerda con el principio de realidad y terminaría generando un monto mayor de displacer al Yo. En el caso de la angustia infantil la reconduce a una endeblez del Yo aun en conformación, que en la añoranza de la persona amada, no puede elaborar aun ese monto de excitación, y lo traspone en angustia (angustia a la soledad, a personas ajenas, etc.), es decir, que en realidad está del lado de la angustia neurótica y no de la realista.
Es en sus indagaciones sobre la relación entre síntoma y angustia, en las que se evidencia que el síntoma impide el desarrollo de esta última al ligar la energía no aplicada, que Freud llega a una primera respuesta; en sus propias palabras: 

Aquello a lo cual se tiene miedo es, evidentemente, la propia libido. La diferencia con la situación de la angustia realista reside en dos puntos: que el peligro es interno en vez de externo, y que no se discierne conscientemente. (Sigmund Freud: Nuevas Conferencias de Introducción al Psicoanálisis, Conferencia 32)

Sin embargo, Freud vio inconsistente la ligazón entre la angustia realista, que como mecanismo de auto conservación responde a un peligro externo, con lo elucidado sobre la represión y el peligro interno que constituye la libido en la angustia neurótica.

### La segunda teoría freudiana de la angustia

#### Instancias psíquicas y angustia
Una vez que alcanzó a conocer mejor los procesos diferentes del Yo, el Ello y el Superyó como instancias psíquicas en tensión, llegó a la conclusión de que el Yo es el único “almácigo de angustia”, y que solo él puede producirla y sentirla. Presenta entonces tres variedades de angustia que se corresponden con cada una de las servidumbres o vasallajes a los que está sometido el Yo: la angustia realista, que corresponde a los peligros del mundo exterior; la angustia neurótica, que es sentida por el Yo por la tensión con el Ello donde imperan las pulsiones que solo buscan satisfacción y descarga sin miramiento por la realidad; y la angustia social o de la conciencia moral, en la que el Superyó, receptor de las identificaciones parentales y roles similares de la cultura, arroja su crítica sobre un Yo que quiere alcanzar el ideal del yo.
En principio atribuyó la formación de la angustia a la represión. Luego, ya en 1926, en "Inhibición, síntoma y angustia", dice que es la angustia la que crea la represión: "La angustia causa aquí entonces la represión y no, como antes habíamos dicho (Freud alude aquí a su primera teoría sobre la angustia) que la represión cause la angustia, o sea que la represión transforme el impulso instintivo en angustia."

#### El arquetipo del nacimiento y el peligro objetivo de toda angustia
Freud además, al diferenciar angustia de duelo y dolor por sus particulares sensaciones e innervaciones orgánicas, propone como modelo de la angustia la situación del nacimiento (primer uso de pulmones, aceleración del ritmo cardiaco para evitar el envenenamiento de la sangre, etc.), cuya suma de excitación displacentera es para el humano inmanejable, y que se convertirá en el futuro en la reacción a reproducir ante la percepción de un peligro como adecuada al fin, si se limita a una señal, o inadecuada, si paraliza. Esta es una situación de peligro objetiva, pero no se le puede adjudicar al recién nacido ningún conocimiento de ella, no tiene contenido psíquico. La pregunta es entonces cómo puede repetir esta angustia y recordar esa situación que le permite identificar una situación de peligro. 
Para responder a ello se remite a las primeras exteriorizaciones de angustia en los niños: soledad, oscuridad y persona ajena en el lugar de la madre. Todas reconducen a la pérdida de objeto: en efecto la analogía con la angustia de castración (ver complejo de castración) se impone, pues representa una separación de un objeto estimado en grado sumo (pérdida del amor paterno en la mujer), y la misma situación de nacimiento, la angustia más originaria, es por una separación de la madre. Freud va más allá: cuando un niño añora a la madre, dice, es porque sabe que ella satisface sus necesidades sin dilación; quiere resguardarse del aumento de la tensión de necesidad, de la insatisfacción; esta es la situación de peligro, pues ante ella es impotente para su descarga. Impotente como lo fue en el momento del nacimiento; se ha repetido entonces la situación de peligro. Se trata de un aumento enorme de una energía intramitable. Así sobreviene la reacción de angustia, y esto es todo lo que necesita retener el lactante para identificar el peligro y producir la reacción adecuada al fin, que acarrea el llanto y los movimientos. El contenido del peligro se desplaza de esta situación económica a su condición: la pérdida del objeto (pues es este objeto el que puede poner término al peligro). La ausencia de la madre genera angustia, porque luego podría devenir un peligro mayor, el verdadero. Es en este momento que la angustia deviene producción deliberada como señal de peligro. La siguiente mudanza de la angustia se da en la fase fálica, y sigue los lineamientos de la pérdida de objeto: es la angustia de castración, la separación de los genitales que mantienen la posibilidad de reunión con la madre (vuelve otra vez la representación de la separación de la madre). El contenido de las situaciones de peligro se irá mudando así a lo largo del desarrollo libidinal y desemboca en la angustia social, aunque el Yo puede mantenerlas lado a lado. En el caso de las neurosis, Freud sostiene que la angustia siempre se reconduce a una angustia de castración, y según sea el monto de angustia exteriorizada se habla de una represión mejor o peor lograda.

#### Angustia: señal, desarrollo y represión
En la segunda teoría sobre la angustia entonces Freud pone el énfasis en la necesidad de un peligro externo, pues ahora es evidente que un peligro interno no puede evocar el arquetipo de la angustia: ese peligro externo que el niño temió y que perduró en el inconsciente adulto es la castración. Pero lo que es más importante (que descubre por el análisis de fobias infantiles y por la diferenciación entre angustia señal y desarrollo de angustia), la angustia no es el resultado de la represión, sino su condición: es el Yo, el único capaz de generar y sentir angustia, el que se defiende de los peligros (ahora sabemos, objetivos y externos) del Ello y del Superyó, como lo hace del mundo exterior, es decir generando una pequeña señal de angustia, o apronte angustiado, que pone en marcha el mecanismo del principio de placer (que busca evitar un displacer mayor que sobrevendría con el desarrollo completo de la angustia) y activa así el mecanismo de represión que pone al Yo a salvo de la moción pulsional peligrosa, cuya satisfacción acarrearía la consecuencia temida o la consumación de la situación de peligro.
Vemos cómo Freud logra así una mayor consistencia en su segunda teoría sobre la angustia, que sobreviene a mediados de la década del veinte. El lector debe tener en cuenta la dificultad de comprender un concepto de esta naturaleza, que sustenta y se sustenta en otros conceptos psicoanalíticos tan importantes (como represión, libido, pulsión, Ello, Yo, Superyó, Edipo, Principios de la vida anímica, etc.), si desconoce los principales nodos teóricos del Psicoanálisis. En los textos utilizados para la redacción de este artículo que figuran a continuación, pueden encontrarse más detalles al respecto, así como los fundamentos concretos en los que Freud se basó para sus deducciones.

## La angustia desde la mirada filosófica
En las distintas épocas, la experiencia de la angustia adoptó diferentes términos (en diferentes idiomas): acidia y tristeza en el Medioevo, melancolía en la Modernidad, angustia desde la Contemporaneidad. Sin embargo, todas estas palabras remiten a una misma experiencia y es a lo que se refiere este apartado. 

### Antigüedad

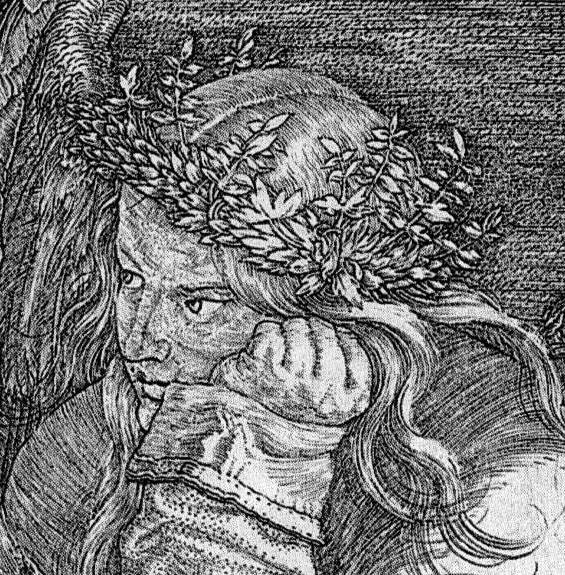
Representación del hombre melancólico, según Durero

En la antigua teoría humoral, la melancolía fue considerada como una enfermedad producida por el humor negro en el tipo humano contemplativo, es decir, en hombres propensos al recogimiento interior y a la contemplación. Además, esta teoría sostenía que el hombre melancólico padecía de un silbido en la oreja izquierda y, por este motivo, las más antiguas representaciones del melancólico muestran a un hombre cubriéndose su oreja con la mano.

### Medievo
En la época medieval la figura del hombre melancólico fue asociada al hombre religioso y la representación de la mano sobre la oreja izquierda se interpretó como un hombre que apoyaba la cabeza en la mano debido al sueño que le provocaba su pereza. Es entonces cuando la melancolía comienza considerarse un pecado que asolaba a los hombres religiosos recluidos en abadías y los amenazaba con el más letal de los vicios: la muerte del alma. 

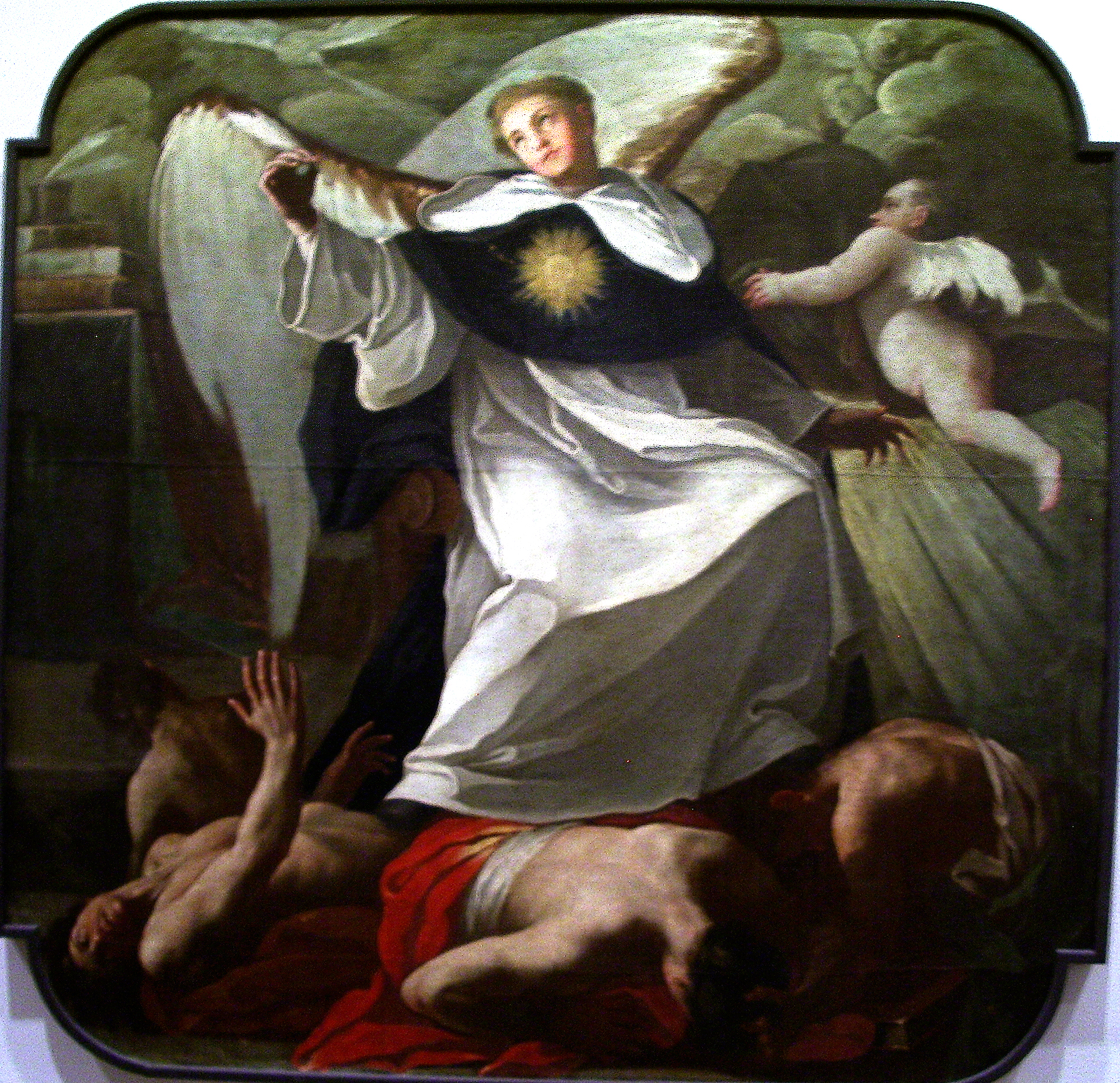
Santo Tomás de Aquino

Durante la Escolástica, Santo Tomás (1225-1274 d. C.) sostuvo que una de las características fundamentales de la angustia es el ‘recessus’, el retraerse del hombre ante Dios por la tristeza que le adviene al conocer el más grande de los bienes y al darse cuenta después de la insondable distancia que lo separa de Él. El melancólico se retraía de su fin divino no porque lo olvidara o dejara de desearlo, sino porque no deseaba la vía que conducía a la salvación, a Dios, vía que lo mostraba claramente inalcanzable. Aun así, el hombre persiste en el deseo de un objeto que él mismo ha hecho inalcanzable para sí, en la contemplación de una meta que se muestra como tal en el mismo acto en que le resulta vedada, y mientras más inalcanzable, más se obsesiona con ella. Hay un fin pero no hay medios y no se puede huir de esta situación paradójica porque no se puede huir de lo que nunca se alcanzó.

### Contemporaneidad

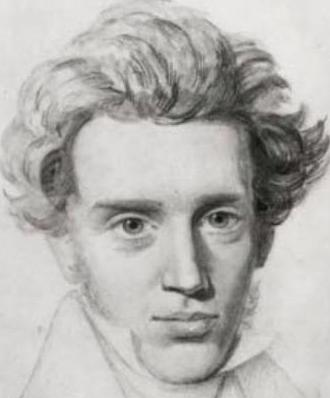
Søren Kierkegaard

Desde una perspectiva cristiana, Kierkegaard (1813-1855) relaciona la angustia con la inocencia, la ignorancia y el pecado. El ser humano se encuentra, en principio, en un estado de inocencia. Esta se pierde cuando se toma conciencia de ella y eso sucede porque la inocencia es fundamentalmente ignorancia; es desconocimiento de la diferencia entre el bien y el mal. El hombre que ha cometido un pecado pierde la inocencia y, sin embargo, esto origina un salto cualitativo en el individuo porque al salir de la inocencia sale de la ignorancia. Aun así, la angustia no nace de la culpa por un pecado concreto porque eso significaría que el que se angustia lo hace por algo en concreto. La angustia, por el contrario, nace de la inocencia, de la ignorancia respecto a todo, respecto de la diferencia entre el bien y el mal. Se trata de un estado de paz que agita al espíritu. El hombre se angustia ante la nada que se le muestra pero también ante la posibilidad de la libertad; ante la angustiosa posibilidad de “poder”. En el espíritu del hombre se da, así, una ambigüedad de la que no se puede librar: no puede huir de la angustia que ama ni amar la angustia de la que huye. La angustia es ambigua justamente porque no es acerca de algo en concreto, sino que el hombre se angustia de nada.

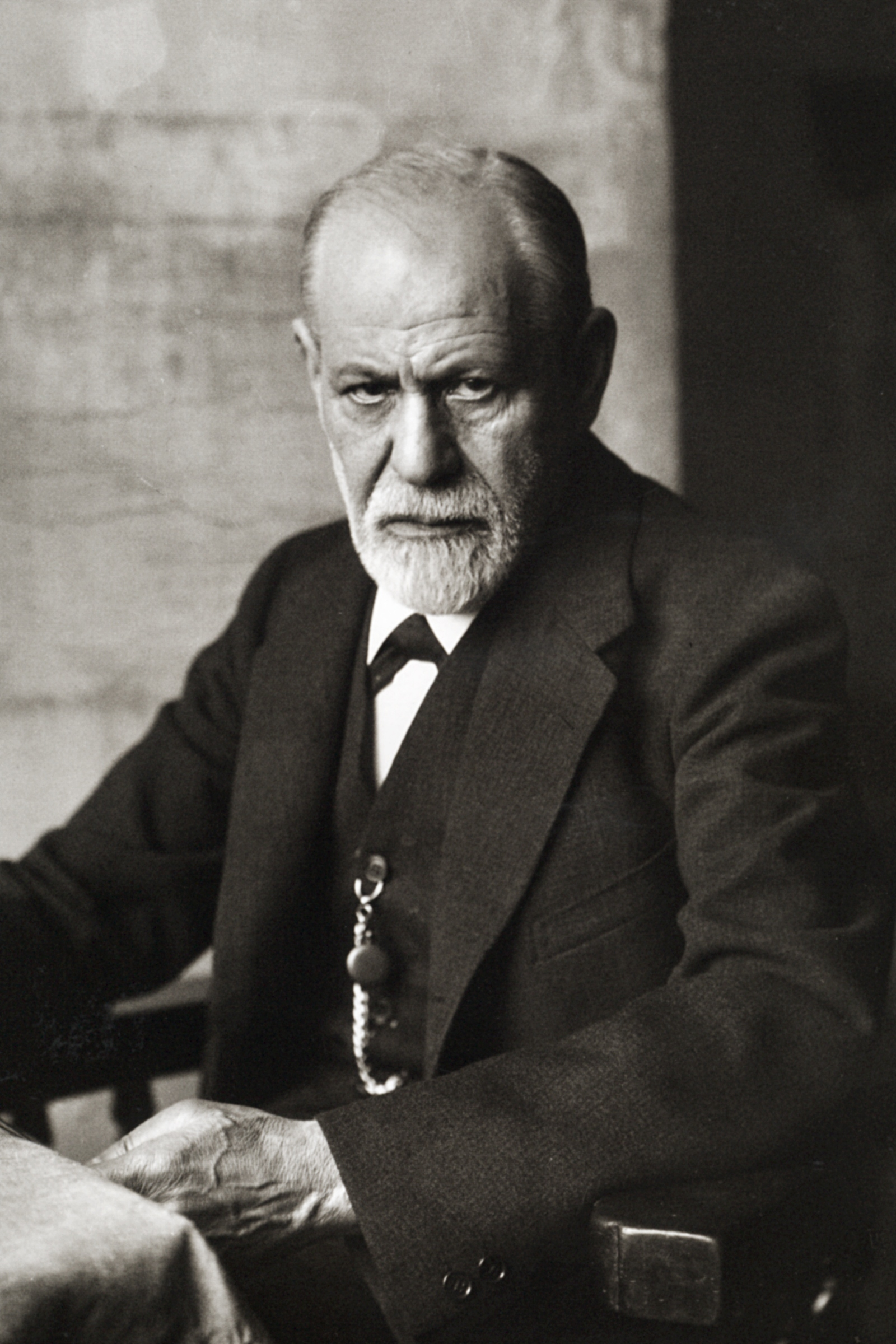
Sigmund Freud

También es posible referirnos a Freud (1856-1939) desde una mirada filosófica ya que, en su obra Duelo y melancolía explica que tanto la melancolía como la aflicción se refieren a la reacción de un sujeto frente a la pérdida o muerte de un objeto o de una abstracción equivalente (patria, libertad, etc.) Poseen un similar comienzo: un sujeto examina la realidad y nota que el objeto amado no está en ella. Por un lado, el 'Super yo' le exigirá que abandone dicho objeto y todo lo relacionado con él; por otro, el 'Ello' se resistirá a abandonar el objeto perdido porque no quiere sustituirlo. Subsiguientemente, el 'Yo' puede reaccionar de dos modos, a saber, de un modo psicológicamente sano, bajo la aflicción, o de un modo patológico, bajo la melancolía. En el primer caso, al tomar conciencia de la pérdida, el sujeto irá cediendo, se irá alejando paulatinamente de tal objeto con doloroso displacer y desplazará su libido hacia otro objeto de amor. En el segundo caso, el sujeto desarrolla una predisposición morbosa al no reaccionar conscientemente a la pérdida y, por lo tanto, desconoce qué sea eso que ha perdido, ya sea porque lo perdido está en el inconsciente, ya sea porque lo perdido nunca existió y consiguientemente nunca puede haberse perdido. En otras palabras, hay una diferencia entre el afligido que es consciente de lo perdido y el melancólico que no lo es y en el que la enfermedad se desarrolla en el inconsciente. La melancolía se origina en el intento de abrazar ese objeto inapropiable y/o irreal. La percepción de lo real le muestra un conflicto pero su deseo le empuja a negar tal percepción y, así, continúa relacionándose con el objeto anterior, el cual sigue latente y reprimido en el inconsciente. Con lo dicho hasta aquí, podemos ver que en Freud se hallan dos elementos que ya nos son familiares: la huida del 'Yo' ante lo amenazante (el impulso, lo primitivo) y la ambigüedad de un hombre que, queriendo para sí solo lo placentero, se encuentra con una prohibición (impuesta desde fuera) que le cierra el camino y que lo obliga a regresar a sí mismo.

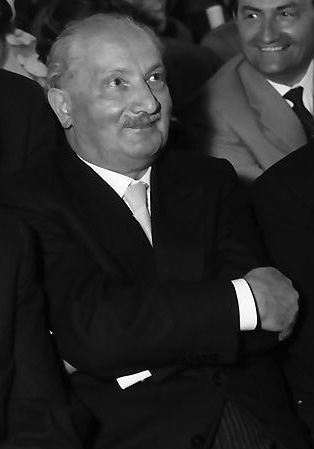
Martin Heidegger

La angustia es parte fundamental de la analítica existenciaria de Heidegger (1889-1976). En su obra ¿Qué es metafísica? (1929), Heidegger explica que la angustia nace del preguntar del Dasein acerca de la nada. La ciencia y su conocimiento empírico respaldado por el método científico olvidan algo fundamental: el ser humano se pregunta por los entes que lo rodean, pero también es un tipo de ente capaz de preguntar y, no solo eso, es un ente capaz de preguntar por sí mismo. El referirse del ser humano a sí mismo le permite a este recuperarse a sí mismo y el dato empírico deja de tener la última palabra, así como también las llamadas ciencias exactas. Este Dasein es capaz de moverse en un ámbito más allá de los entes que lo rodean, en un plano metafísico; precisamente, aquello que la ciencia rechaza por ser nada. Al intentar preguntar por la nada o dar una respuesta a esta pregunta, se produce un contrasentido: si se responde qué es la nada se afirma que ella es algo y si se pregunta qué es ella nuestro pensamiento eminentemente lógico que siempre es pensar de algo se encontraría pensando en torno a la nada e iría en contra de su propia esencia. Sin embargo, el Dasein piensa en la nada y al preguntarse por la nada supone una búsqueda de su parte. Pero ¿cómo podría el Dasein querer encontrar lo que no sabe que está allí porque es no es nada? Para poder predisponernos a la búsqueda de la nada se necesita de un estado de ánimo completamente distinto a otros, justamente porque esos otros estados están referidos a lo que es, a lo ente, y nos ocultan la nada. El temple que se necesita es el de la angustia. La angustia no es debida a algo en concreto (por ejemplo un evento o situación vital determinado, ya que esto sería miedo y no angustia) sino por la imposibilidad esencial de ser determinado el objeto de nuestra angustia. En Ser y Tiempo, Heidegger explica que la angustia es un estado de caída del Dasein, un estado de cerrado que no es algo negativo, sino todo lo contrario: es su modo inmediato de ser, en el que él se mueve ordinariamente, es un momento necesario en el que la angustia le hará patente su estar vuelto hacia el más propio poder ser, le revela su libertad para escogerse y tomarse a sí mismo entre manos. Es por la caída que el Dasein se retrae y se encuentra fugándose ante sí mismo. La inhospitabilidad de estar arrojado en el mundo, entregado a sí mismo en su ser, instalado en el mundo comprensivamente, es lo que hace que el Dasein retroceda. En la cotidianidad el Dasein se pierde por completo en lo ente y la angustia queda oculta; pero, solo entonces, al Dasein se le revelará su finitud más propia. ¿Cómo llega a angustiarse el Dasein? La angustia originaria reprimida en el Dasein está adormecida en la cotidianidad y puede despertar en cualquier momento, sin necesidad de un acontecimiento extraordinario o de algún artilugio humano que le traslade a ella. El Dasein no se puede angustiar por decisión o voluntad propias. Lo único que se puede afirmar con seguridad es que primero es necesario que el Dasein se pierda en lo ente en su totalidad para luego poder abandonarse a la nada y liberarse de su cotidiana y habitual evasión. Así es como emergerá de lo oculto la pregunta por el sentido del ser.